# クリス・スチュワート
クリストファー・デビッド・スチュワート（Christopher David Stewart , 1982年2月19日 - ）は、アメリカ合衆国カリフォルニア州サンバーナーディーノ郡フォンタナ出身の元プロ野球選手（捕手）。右投右打。愛称はスチュー（Stew）。

## 経歴

### プロ入りとホワイトソックス時代
2001年のMLBドラフト12巡目（全体373位）でシカゴ・ホワイトソックスから指名され、プロ入り。
2005年11月18日にルール・ファイブ・ドラフトでの流出を防ぐために40人枠入りした。
2006年2月28日にホワイトソックスと1年契約に合意した。3月14日にAAA級シャーロット・ナイツへ異動した。9月1日にメジャー初昇格し、16日にメジャーデビューを果たした。

### レンジャーズ時代
2007年1月12日にジョン・ルハンとのトレードで、テキサス・レンジャーズへ移籍。2月8日にレンジャーズと1年契約に合意。6月9日にAAA級オクラホマ・レッドホークスへ降格。10月15日に40人枠外となった。
2008年3月27日に自由契約となった。

### ヤンキース時代
2008年4月3日にニューヨーク・ヤンキースとマイナー契約で合意した。4月28日にホルヘ・ポサダの控えとしてメジャーへ昇格した。4月30日にAAA級スクラントン・ウィルクスバリ・ヤンキースへ降格した。6月30日にDFAとなり、7月2日にマイナー契約に切り替わった。
2009年1月12日に古巣・ホワイトソックスとマイナー契約を結んだが、3月22日にトレードでヤンキースへ復帰した。この年もAAA級スクラントン・ウィルクスバリでプレーした。

### パドレス時代
2009年11月22日にサンディエゴ・パドレスとマイナー契約を結んだ。
2010年9月1日にメジャーへ昇格したものの僅か2試合の出場にとどまった。オフの10月6日にDFAとなり、8日にFAになった。

### ジャイアンツ時代

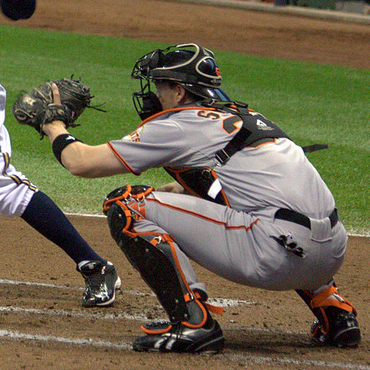
ジャイアンツ時代(2011年5月29日)

2011年1月14日にサンフランシスコ・ジャイアンツとマイナー契約を結んだ。5月26日に怪我でシーズン絶望となったバスター・ポージーに代わって昇格した。8月9日のピッツバーグ・パイレーツ戦では、ジェームズ・マクドナルドからメジャー初本塁打を記録した。

### ヤンキース復帰
2012年4月4日にジョージ・コントスとのトレードで、再びヤンキースへ移籍した。バックアップ捕手として開幕からベンチ入りし、46試合にスタメン出場した。そのうちの18試合はCC・サバシア先発時で、シーズン前半はパーソナル・キャッチャーのような使われ方をしていた。守備ではボールブロックのうまさが光り、ワイルドピッチの頻度はトップクラスの低さだった。
2013年はキャリアで初めて正捕手を務め、自己最多の109試合に出場して打率.211、4本塁打、25打点、4盗塁を記録した。

### パイレーツ時代
2013年12月2日に金銭または後日発表選手とのトレードで、パイレーツへ移籍した。
2014年3月21日に右膝を手術し、29日に15日間の故障者リスト入りした。4月6日にリハビリのため、A+級ブレイデントン・マローダーズへ配属された。4月19日に復帰した。レギュラーシーズンでは、ここ4年で自己最少となる49試合の出場に留まったが、それまでの打率の自己ベストを大幅に更新する打率.294を残した。
2015年、控え捕手として58試合に出場。打撃面では打率.289をマークし、前年に開花したミート力がまぐれでない事を証明した。
2016年は34試合まで出番が減り、打率.214、1本塁打、7打点、OPS0.604という成績に終わった。なお、本塁打を打ったのは3シーズンぶりだった。
2017年11月3日にFAとなった。

### ブレーブス時代
2018年2月14日にアトランタ・ブレーブスと1年契約を結んだ。シーズン開幕後の4月4日にDFAとなり、6日にマイナー契約で傘下のAAA級グウィネット・ストライパーズへ配属された。8月22日に再びメジャー契約を結びアクティブ・ロースター入りした。8月26日にDFAとなり、28日にマイナー契約でAAA級グウィネットへ配属された。

### ダイヤモンドバックス時代
2018年8月30日に金銭トレードで、アリゾナ・ダイヤモンドバックスへ移籍し、傘下のAAA級リノ・エーシズへ配属された。9月1日にメジャー契約を結んでアクティブ・ロースター入りした。オフの10月29日にFAとなった。

### パドレス傘下時代
2019年1月24日にパドレスとマイナー契約を結び、スプリングトレーニングに招待選手として参加することになった。6月1日に自由契約となった。7月9日に現役引退を発表した。

## 詳細成績

### 年度別打撃成績
| 年 度     | 球 団     | 試 合 | 打 席 | 打 数 | 得 点 | 安 打 | 二 塁 打 | 三 塁 打 | 本 塁 打 | 塁 打 | 打 点 | 盗 塁 | 盗 塁 死 | 犠 打 | 犠 飛 | 四 球 | 敬 遠 | 死 球 | 三 振 | 併 殺 打 | 打 率 | 出 塁 率 | 長 打 率 | O P S |
| --------- | --------- | ----- | ----- | ----- | ----- | ----- | -------- | -------- | -------- | ----- | ----- | ----- | -------- | ----- | ----- | ----- | ----- | ----- | ----- | -------- | ----- | -------- | -------- | ----- |
| 2006      | CWS       | 6     | 8     | 8     | 0     | 0     | 0        | 0        | 0        | 0     | 0     | 0     | 0        | 0     | 0     | 0     | 0     | 0     | 2     | 0        | .000  | .000     | .000     | .000  |
| 2007      | TEX       | 17    | 43    | 37    | 4     | 9     | 2        | 0        | 0        | 11    | 3     | 0     | 0        | 3     | 0     | 3     | 0     | 0     | 6     | 2        | .243  | .300     | .297     | .597  |
| 2008      | NYY       | 1     | 3     | 3     | 0     | 0     | 0        | 0        | 0        | 0     | 0     | 0     | 0        | 0     | 0     | 0     | 0     | 0     | 1     | 0        | .000  | .000     | .000     | .000  |
| 2010      | SD        | 2     | 0     | 0     | 0     | 0     | 0        | 0        | 0        | 0     | 0     | 0     | 0        | 0     | 0     | 0     | 0     | 0     | 0     | 0        | ----  | ----     | ----     | ----  |
| 2011      | SF        | 67    | 183   | 162   | 20    | 33    | 8        | 0        | 3        | 50    | 10    | 0     | 0        | 3     | 0     | 49    | 4     | 2     | 18    | 2        | .204  | .283     | .309     | .592  |
| 2012      | NYY       | 55    | 157   | 141   | 15    | 34    | 8        | 0        | 1        | 45    | 13    | 2     | 0        | 3     | 2     | 10    | 0     | 1     | 21    | 1        | .241  | .292     | .319     | .611  |
| 2013      | NYY       | 109   | 340   | 294   | 28    | 62    | 6        | 0        | 4        | 80    | 25    | 4     | 0        | 6     | 4     | 30    | 0     | 6     | 49    | 8        | .211  | .293     | .272     | .565  |
| 2014      | PIT       | 49    | 154   | 136   | 9     | 40    | 5        | 0        | 0        | 45    | 10    | 0     | 1        | 2     | 1     | 12    | 2     | 3     | 27    | 2        | .294  | .362     | .331     | .693  |
| 2015      | PIT       | 58    | 172   | 159   | 9     | 46    | 8        | 0        | 0        | 54    | 15    | 0     | 0        | 3     | 2     | 6     | 0     | 2     | 29    | 3        | .289  | .320     | .340     | .659  |
| 2016      | PIT       | 34    | 113   | 98    | 10    | 21    | 4        | 0        | 1        | 28    | 7     | 0     | 0        | 0     | 0     | 12    | 2     | 3     | 15    | 2        | .214  | .319     | .286     | .604  |
| 2017      | PIT       | 51    | 144   | 131   | 8     | 24    | 1        | 2        | 0        | 29    | 4     | 0     | 0        | 3     | 0     | 9     | 1     | 1     | 22    | 3        | .183  | .241     | .221     | .463  |
| 2018      | ATL       | 5     | 16    | 14    | 3     | 3     | 0        | 0        | 0        | 3     | 3     | 0     | 0        | 0     | 1     | 1     | 0     | 0     | 1     | 2        | .214  | .250     | .214     | .464  |
| 2018      | ARI       | 3     | 1     | 1     | 0     | 0     | 0        | 0        | 0        | 0     | 0     | 0     | 0        | 0     | 0     | 0     | 0     | 0     | 0     | 0        | .000  | .000     | .000     | .000  |
| '18計     | ARI       | 8     | 17    | 15    | 3     | 3     | 0        | 0        | 0        | 3     | 3     | 0     | 0        | 0     | 1     | 1     | 0     | 0     | 1     | 2        | .200  | .235     | .200     | .435  |
| MLB：12年 | MLB：12年 | 457   | 1334  | 1184  | 106   | 272   | 42       | 2        | 9        | 345   | 90    | 6     | 1        | 23    | 10    | 99    | 9     | 18    | 191   | 25       | .230  | .297     | .291     | .588  |

### 背番号
- 39（2006年）
- 35（2007年）
- 38（2008年）
- 11（2010年）
- 37（2011年、2018年9月10日 - 同年終了）
- 19（2012年 - 2017年）
- 8（2018年 - 同年4月3日）